# Jiří Tomášek
Jiří Tomášek (27. září 1942 Plzeň – 14. prosince 2017[zdroj⁠?!] Praha) byl český houslista.

## Život
Studoval na Pražské konzervatoři u Zdeňka Kolářského a Ivana Kawaciuka a na Akademii múzických umění u Marie Hlouňové a Josefa Suka.
Je laureátem mezinárodní houslové soutěže ve Vídni 1967. V letech 1968–1979 byl koncertním mistrem Symfonického orchestru hlavního města Prahy FOK. V letech 1979–1989 byl členem Českého tria (s Josefem Páleníčkem a Sašou Večtomovem). Od roku 1976 je profesorem houslové hry na Akademii múzických umění v Praze. Vyučoval rovněž na Mezinárodní akademii Yehudi Menuhina ve Švýcarsku a na Michiganské státní univerzitě v USA. Od roku 1986 vede mistrovské kurzy ve Finsku, v USA, Rakousku, Japonsku, Německu i v dalších zemích. Uskutečnil premiéru řady děl soudobých českých autorů a mj. je i prvním českým interpretem 1. koncertu pro housle a orchestr Dmitrije Šostakoviče.
Mnoho skladeb také nahrál na gramofonové desky (Supraphon, Panton, Harmonia Mundi, Col Legno). Mnohokrát byl členem porot mezinárodních houslových soutěží (Pražské jaro, Wieniawského soutěž v Poznani, Concertino Praga). Během svého pedagogického působení vychoval řadu vynikajících houslistů (Pavel Eret, Igor Karško, Peter Sklenka ad.).

## Hudební projev
Jako hráč upoutával ušlechtilým komorním projevem, vytříbeným citem pro styl skladby a kultivovaným tónem.[zdroj⁠?!] Vedle klasického houslového repertoáru se soustavně věnoval i provádění skladeb soudobých autorů.